# Johannes Tröster
Johannes Tröster (Nagyszeben, ? – Nagysink, 1670) erdélyi szász történetíró.

## Élete
1658-ban a tatárok dúlása elől elhagyta hazáját és az altdorfi egyetemen teológiát és orvostudományt tanult; majd Nürnbergben élt. Miután hazájába visszatért, nagysinki iskolarektor volt.

## Művei
- Das Alt und Neu-Teutsche Dacia, das ist: Neue Beschreibung des Landes Siebenbürgen, Nürnberg, 1666 (azt a Németországból átvett nézetet képviseli, hogy az erdélyi szászok rokonságban álltak a gótokkal és a dákokkal, így a folytonosságot képviselik az erdélyi kultúrában)
- Polnisches Adler-Nest, Nürnberg, 1666
- Päpstlicher Suetonius, Nürnberg, 1667
- Kéziratban: Chronographia luctuosa de tristissima Transsilvaniae vastatione a Turcis, Tartaris Moldavis et Valachis anno 1658